# Abyathamangala, Somvarpet
Abyathamangala là một làng thuộc tehsil Somvarpet, huyện Kodagu, bang Karnataka, Ấn Độ.